# Marco Polo
Marco Polo (Velence vagy Curzola, 1254. szeptember 15. – Velence, 1324. január 8.) velencei kereskedő, utazó, író, aki a közvélekedés szerint újra felfedezte Kínát Európa számára. Apjával és nagybátyjával 1271-ben indult keletre, és Perzsián keresztül el is jutott Kubiláj mongol nagykán és kínai császár pekingi (akkor Taidù) udvarába, ahol 1275 és 1292 között magas állami hivatalokat viselt; végül 1295-ben tért vissza szülővárosába. 1298-ban a genovaiak fogságába esett, és az ott töltött egy év alatt rabtársának, a pisai Rustichellónak tollba mondta a kalandjait.
A világ leírása, avagy Marco Polo utazásai címet viselő könyv nemsokára hatalmas népszerűségre tett szert. A nagyközönség azonban nem vette komolyan Polo emlékiratait, és a könyvet hamarosan az Il Milione („Az Egymillió”, utalva a feltételezett hazugságok számára) néven emlegették. Máig számos olyan véleménnyel találkozni, amely kétségbe vonja Polo utazásának megtörténtét, művét pedig perzsa krónikák kivonatának tekinti; az viszont kétségbevonhatatlan, hogy mindenképpen óriási hatást gyakorolt az európai földrajztudományra, irodalomra és történelemre. Végső soron ő indította el azt a folyamatot, melynek eredményeképp a nagy kínai találmányok, úgy mint a papír, a puskapor, a könyvnyomtatás, a porcelán, a selyem vagy az iránytű elterjedtek Európában, gyökeresen átalakítva ezzel az egész kontinens gazdasági, kulturális és katonai életét.

## A Polo testvérek Keleten
A dalmát–velencei Polo család a 13. században tett szert jelentős vagyonra, ami főleg a Bizánccal folytatott kereskedelemből származott. A nemzedékek óta folyó kereskedés az 1200-as évek közepén sem állt le: a nemes Andrea Polo és gyermekei, Niccolò és Maffeo gyakran utaztak a császárok városába.
1260-ban a kereskedőtestvérek útnak indultak Konstantinápolyba, a Velence által bábállamként fenntartott Latin Császárság (1204–1261) fővárosába. Itt előnyös üzleteket kötöttek, és úgy határoztak, hogy keletnek veszik útjukat. Döntésük bölcs volt: a következő évben Palaiologosz Mihály nikaiai császár visszafoglalta Konstantinápolyt, az ott élő velenceieket megvakíttatta, városnegyedüket pedig felégette.
A Polo fivérek pénzüket könnyen szállítható és eladható ékszerekbe fektették. Átkeltek a Fekete-tengeren, és eljutottak a mongol seregben tatároknak nevezett volgai bolgárok fővárosába, Bulgarba, ahol jó viszonyt építettek ki az Arany Hordát uraló Berke kánnal, azonban a hazatérésüket megakadályozta a Barka és unokatestvére, a Közel-Keletet és Perzsiát uraló Hülegü között kitörő háború. Barka javaslatára a fivérek úgy határoztak, hogy keletnek, a Mongol Birodalom központja felé veszik az útjukat. Három évet Bokhara kereskedővárosában töltöttek. Megtanultak mongolul és kínaiul, majd egy Kubiláj nagykánhoz igyekvő követség hívásának eleget téve Szamarkandon és a Góbi sivatagon át 1265-ben eljutottak a birodalom fővárosába, Pekingbe (korabeli nevén Hambalik vagy Kambaluk). A nagykán kegyesen fogadta őket, és követséget menesztett IV. Kelemen pápához 100 tanult embert – és némi megszentelt olajat – kérve, hogy megismertesse a mongolokkal a kereszténységet és a nyugati tudományokat. Marco Polo közlése szerint még segédkeztek is a nagykán seregének egy ellenálló dél-kínai város bevételében, amikor katapultokat terveztek számára. Utazásuk idejére egy menlevélként szolgáló aranypálcát kaptak Kubilajtól, amely szabad utat biztosított számukra az egész Mongol Birodalomban. A melléjük adott követ útközben megbetegedett, de a levél megmaradt. A fivérek valószínűleg a Selyemúton jutottak el 1269-ben Akkóba.

## Marco Polo gyermek- és ifjúkora
Marco, a Kínát megjárt Niccolò fia 1254-ben született Velencében vagy az atyja és nagybátyja által Curzola (Korčula) dalmáciai szigetén létesített kereskedőtelepen. Gyermekkorát a Földközi-tenger kereskedelmét irányító Velencében töltötte, ahol úriemberhez – és kalmárhoz – méltó neveltetésben részesült: klasszikus szerzőket és bibliai szövegeket olvasott, és alapvető teológiai ismeretekkel is felvértezték. A latin mellett némi franciát is tanult. Későbbi írásai alapján biztosak lehetünk abban, hogy érdeklődő, kíváncsi ember volt, akit az új természeti és emberi jelenségek egyaránt foglalkoztattak.
Marco Polo mindössze hatéves volt, amikor apja elindult keletre. Mire visszatért, ő már 15 éves fiatalemberré serdült, édesanyja pedig időközben elhalálozott. Apja és nagybátyja két évet otthon töltött, aztán 1271-ben útnak indultak, immár Marco társaságában, hogy ismét eljussanak a csodálatos „Kathaj”-ba.

## Marco Polo utazása

### Az út kezdete

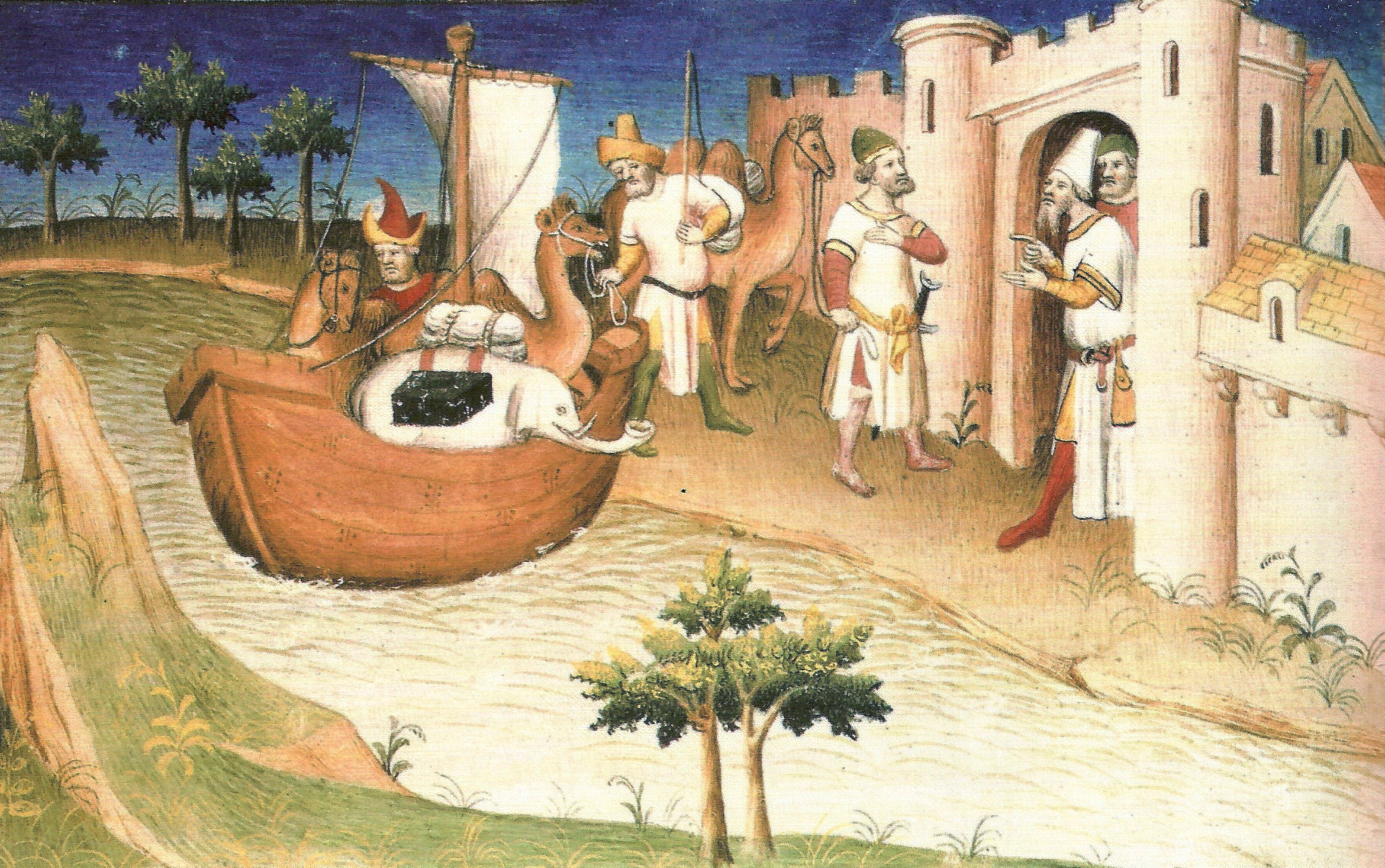
Illusztráció Polo Il milione című könyvéből

Amikor Marco apja és nagybátyja, Niccolò és Maffeo hazatért, a római pápai trónuson éppen nem ült senki. Mindazonáltal, hogy teljesítsék küldetésüket, az üzenetet átadták Teobaldo Visconti pápai legátusnak. Ő igazolta, hogy a testvérek nem tudták feladatukat ellátni, egyúttal adott nekik szentelt olajat. 1271-ben, miután a kereskedők ismét elindultak, a kis-ázsiai Lajazzóban (ma Yumurtalık) érte utol őket a hír, hogy Teobaldót X. (Piacenzai) Gergely néven pápává választották. Ekkor visszatértek Akkóba, és ajándékokat vettek át tőle egy új levél kíséretében. Két szerzetes is csatlakozott hozzájuk, ám ők jóval a cél előtt visszafordultak, megrettenve az út nehézségeitől.

### Kis-Ázsiától Kínáig
A velenceiek útja Marco Polo leírása alapján a Kilikiai Örmény Királyságon, majd Örményországon és Grúzián át vezetett. Úgy gondolták, hogy célszerű lenne tengeren elérni Kínába, ezért délnek fordultak: Bagdadon keresztül a tengerparti Hormuzba jutottak, itt azonban a hajók minőségét látva inkább a szárazföldi út mellett döntöttek. (Marco Polo utóbb úgy jellemezte a Hormuzban horgonyzó hajókat, mint amelyek inkább voltak összevarrva, mintsem szögelve.)
A mai Iránon – akkoriban az Ilhánida Birodalom része – észak felé átvágva Kasgarba jutottak. Átkeltek a Pamír fennsíkjain és a Takla-Makán sivatagán, végül a Sárga-folyó medencéjét követve háromévnyi utazást követően, 1275-ben értek el a Pekingtől mintegy 300 kilométerre északra fekvő Shangtuba, ahol Kubilaj nyári palotája állt.

### Kínai szolgálatban

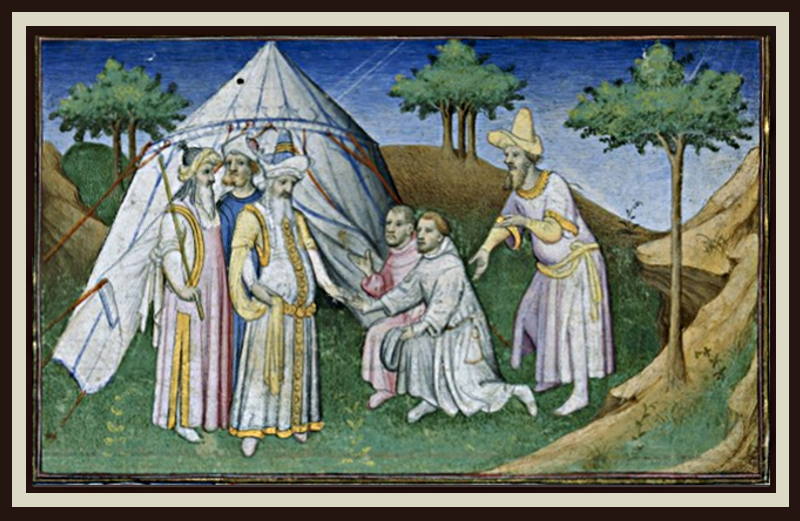
Niccolò és Maffeo Polo Kubiláj mongol nagykán előtt

Amikor Shangtuban Kubiláj elé vezették, a huszonegy éves Marco felajánlotta szolgálatait a nagykánnak, aki kegyesen elfogadta őket, és a fiatalembert különféle adminisztratív posztokra nevezte ki. 1277-ben a káni magántanács tagjává tette, majd három évig Jangcsou (Yangzhou) adószedőjének tisztét bízta rá. Marco végül amolyan utazó nagyköveti tisztséget látott el. Ilyen minőségben az volt a feladata, hogy az országot járva megfigyeléseket tegyen, melyeket jelentenie kellett az uralkodónak. Tisztviselőként bejárta a Jangce és a Sárga-folyó medencéjét és eljutott egészen Burmáig, az Iravádi folyóig.

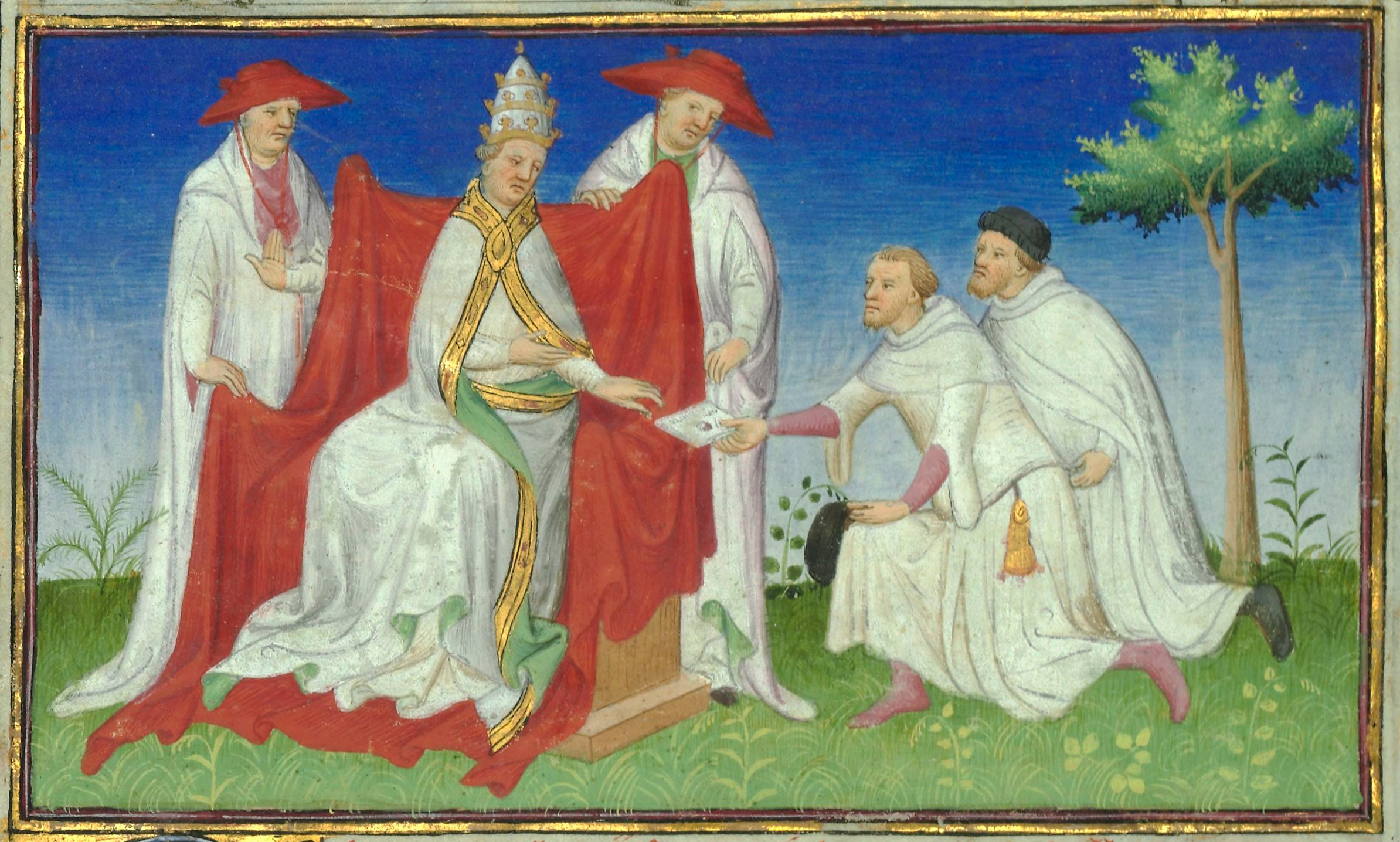
Niccolò és Maffeo Polo átadja a a kínai császár levelét X. Gergely pápának (1271)

Marco Polo úgy tekintett a kánra, mint aki rendet és békét hozott az általa uralt területekre: betiltotta a szerencsejátékokat, ínséges időkben pedig bőkezűen segítette alattvalóit. Még a Nagy Csatorna építését és a pénzrendszer kialakítását is neki tulajdonította, noha Kubilaj csak felújíttatta a csatornát és egységesítette a pénzt. Külön érdekességként hallunk Kubilaj rengeteg feleségéről és negyvenkét fiáról, illetve sajátos, több forrásból táplálkozó vallási nézeteiről, melyekben keveredtek a buddhista, a keresztény, a muszlim és a zsidó elemek – a kínai konfucianizmus és taoizmus viszont távol állt tőle, csakúgy mint az ebben hívő alattvalók.
Marco a nagykán feltétlen hívéül szegődött, és ennek megfelelően elég egyoldalú, mongolcentrikus Ázsia-szemléletet alakított ki. Kubilaj mellett fennen dicsérte például a mongol had- és államszervezetet, a jól kiépített és felszerelt birodalmi út- és futárhálózatot, a papírpénzt és az egyéb, európaiak számára sokáig ismeretlen vívmányokat, amelyek azonban nem kizárólag a mongol vezetés érdemei voltak.

### A hazatérés

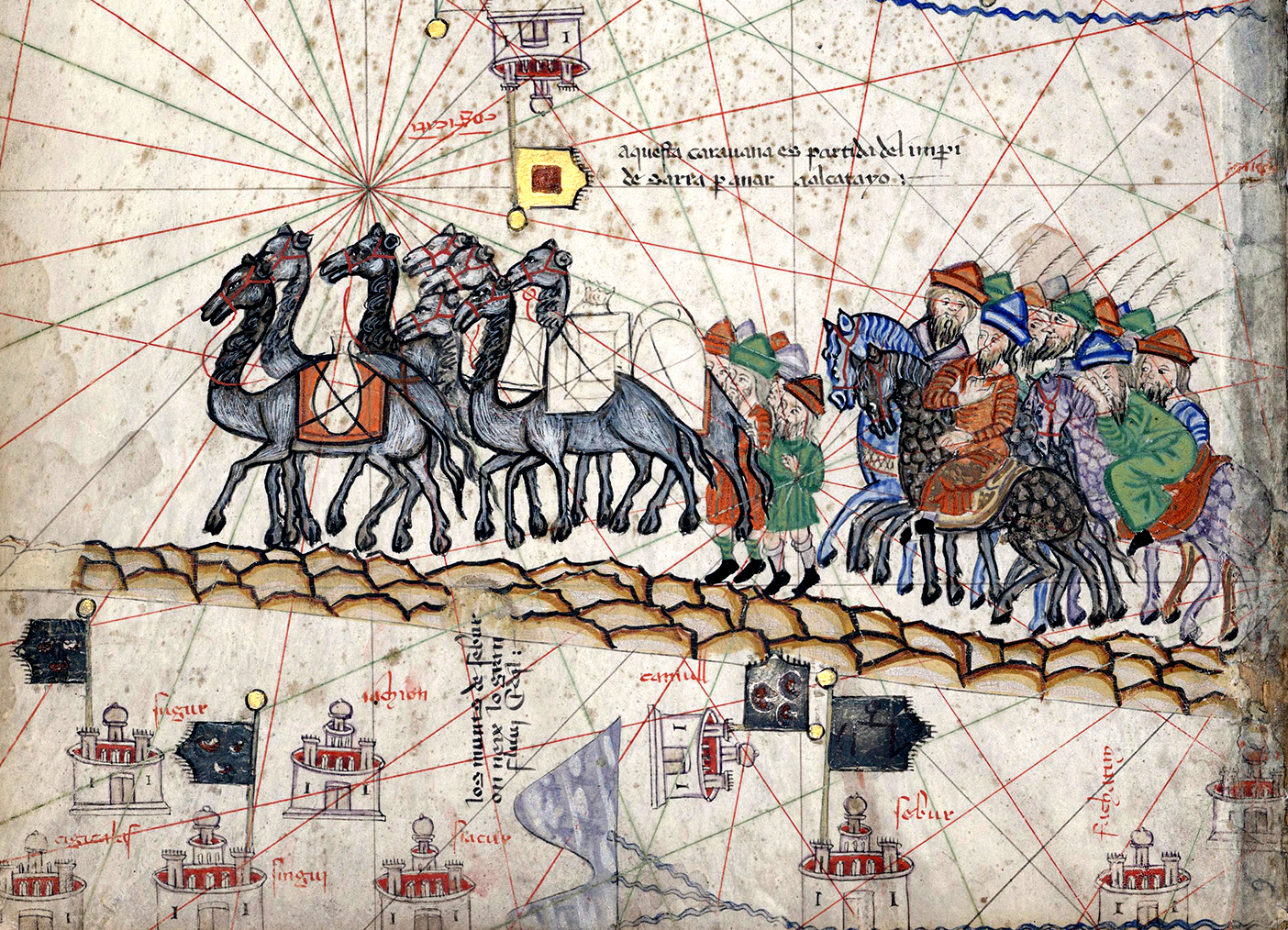
Marco Polo karavánja Ázsiában

Miután majdnem húsz évet töltöttek a Távol-Keleten, a három Polo a hazatérés mellett döntött. Ennek hátterében valószínűleg nem a honvágy állt – elvégre csak hosszú, bőséges hasznot hajtó tartózkodás után jutottak végső elhatározásra – hanem az, hogy Kubilaj már a hetvenes éveinek végén járt, és félő volt, hogy sok utódja között polgárháború tör ki elhunyta után. Azt sem akarták megkockáztatni, hogy esetleg egy velük szemben ellenséges kán követi a nagykánt a trónon. Marco Polo emlékiratai más tanácsadók féltékenységéről adnak hírt. (Niccolò és Maffeo kínai tevékenységéről nem sokat ír Marco, de valószínűleg korukra való tekintettel mindvégig Kubilaj közelében maradtak, és tanácsadóiként szolgáltak, miközben feltehetően kereskedtek is.) A testvérpár gyakran kérte az idősödő uralkodótól, hogy hazatérhessenek, ám a kánnak nem akaródzott megválnia három ilyen hasznos tanácsadótól és hivatalnoktól, ezért aztán minduntalan elutasította a kérést.
Végül a birodalom megrendülése sietett a segítségükre: az Ílhánida Birodalomból ugyanis követek érkeztek, hogy egy mongol királyi hercegnőt kérjenek dinasztikus célra. A határvidéken azonban helyi háború dúlt, amin még a kán aranypálcája sem biztosított biztonságos átkelést. Ezért aztán a Kököcsin hercegnő társaságában útnak induló perzsa követek kijárták a nagykánnál, hogy a hajózáshoz kiválóan értő velenceieket elengedje velük. Kubilaj fájó szívvel ugyan, de eleget tett a kérésüknek, és üdvözletét küldte az európai királyoknak és a pápának. A hajó 1292-ben futott ki a tengerre, majd az Indokínai- és a Maláj-félszigetet megkerülve, India és Srí Lanka között áthajózva végül Hormuzban kötöttek ki. A férjjelölt Argún kán már meghalt, azonban a hercegnőt örököséhez, Gázán kánhoz adva eleget tettek küldetésüknek.
A három Polo 1295-ben érkezett haza Trapezunt érintésével Velencébe, huszonnégy évnyi távollét után.

## Ismét Velencében
A Polo-vagyon sértetlen maradt a férfiak távollétében. Három évvel hazatérésük után, 1298-ban Marco Polo egy egész gályát fegyverzett fel és irányított egy Genova ellen indított háborúban, azonban elfogták, és egy évet töltött genovai fogságban. Egyik rabtársa, a pisai Rusticiano da Pisa író volt, akinek tollba mondta kalandjait. A világ leírása, avagy Marco Polo utazásai címet viselő könyv nemsokára hatalmas népszerűségre tett szert.
1299-ben a velenceiek és genovaiak békekötése értelmében Marco Polo kiszabadult, és hazatért Velencébe. 1324-ben bekövetkezett haláláig otthon maradt békében, megnősült (választottja Donata Badoer volt), és három lánya született. Hetvenévesen hunyt el, állítólag utolsó szavai ezek voltak: „Csak a felét mondtam el annak, amit láttam!”.
Végrendeletében szép vagyont hagyott feleségére és lányaira, és rendelkezett a Mongol Birodalomból magával hozott szolgája, Péter felszabadításáról. Hagyatékában harminc év után is sok értékes ruha és ékszer volt, brokát, selyem és arany – pontosan olyasmi, amiről oly sokat írt könyvében. A nagykán arany menlevelét is megőrizte.

## A világ leírása avagy Marco Polo utazásai

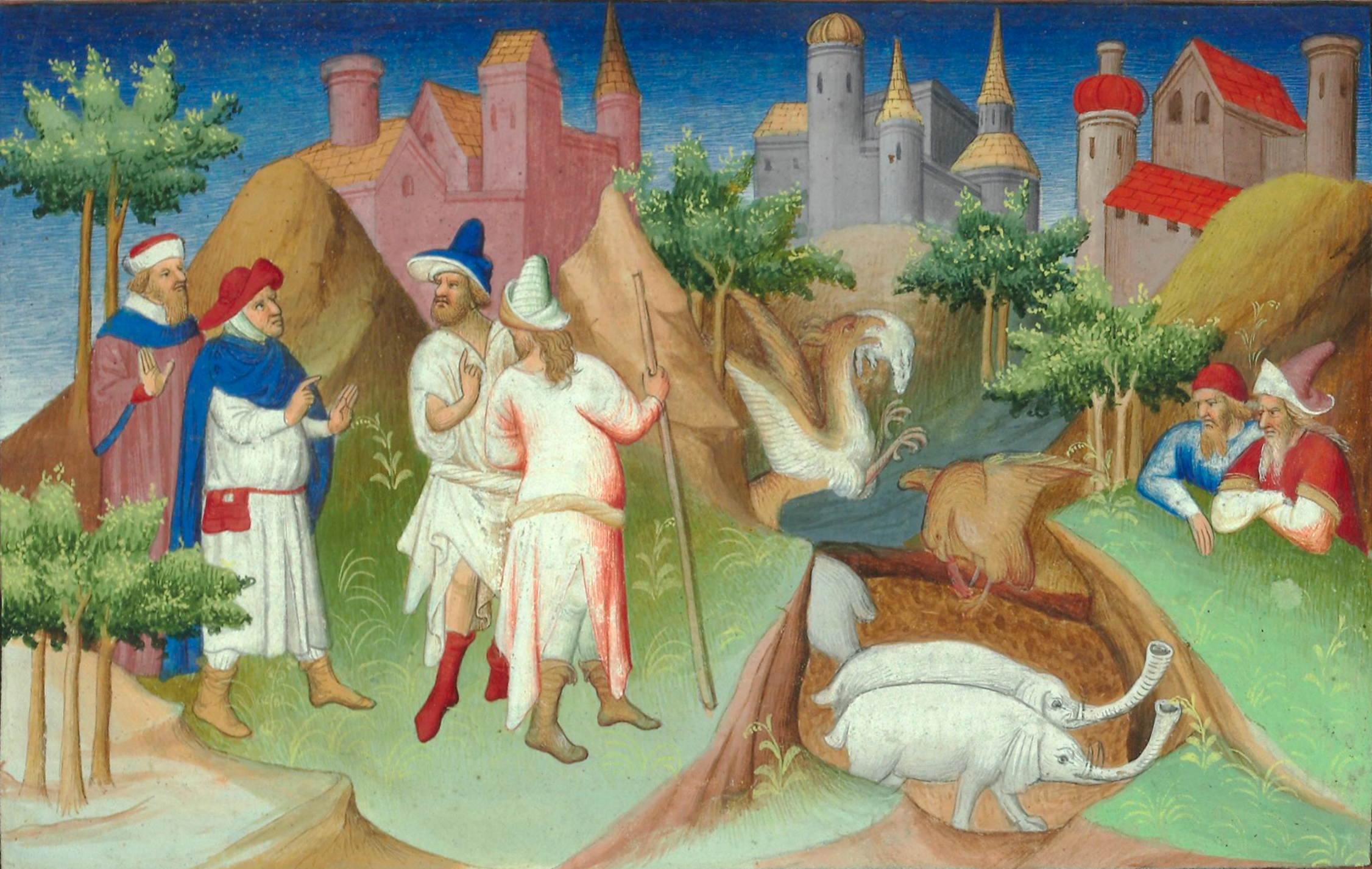
Illusztráció Marco Polo Livre des merveilles (Csodák könyve) című könyvéből

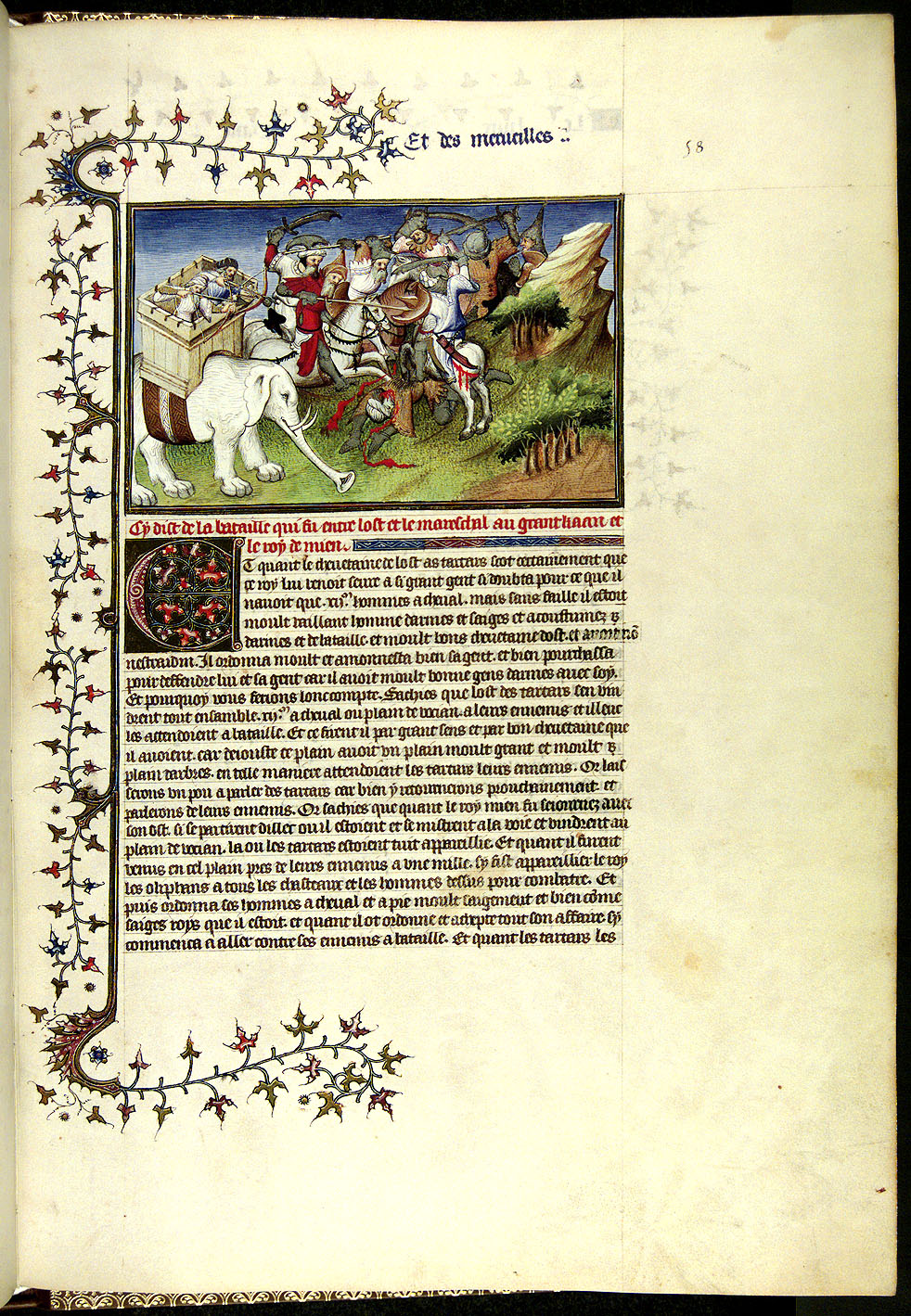
Egy díszesen illusztrált lap az Il Milione című könyvéből

A középkori Európa egyik legnépszerűbb és legnagyobb hatású műve volt az útleírás, amely bemutatta Kathaj csodáit, a mongolok birodalmát és az indiai és afrikai népek egzotikus szokásait. A nagyközönség azonban nem vette komolyan Polo emlékiratait, és a könyvet hamarosan az Il Milione („Az Egymillió”, utalva a feltételezett hazugságok számára) néven emlegették, és még Marco Polo is kiérdemelte a Marco Milione ragadványnevet.
Az útleírás azon a ponton kezdődik, hogy a három Polo a két szerzetestől elhagyatva nekivágott az útnak Kis-Ázsiában. A könyv hírt ad a bakui olajmezőkről és az Ararátról, ahol a hagyomány szerint Noé bárkája megfeneklett. A Pamír magashegységi régióiban utazva megállapították, hogy a tűz nem ég olyan fényesen és kevesebb hőt ad, mint máshol.
Észak-Kínát (Kathaj) rendkívül gazdag, fejlett, városias területként jellemezte, ahol rengetegen élnek. Említést tett a helyi gabonaféléről (rizs) és a belőle készített pálinkáról, a lassan égő, sok hőt adó fekete kőzetről (szén) és a tizenkét évet átfogó, állatokkal szimbolizált asztrológiai ciklusról. Megfigyelte a nép szokásait, például a többnejűséget, a rendszeres fürdőzést és a különböző vallásokat – igaz, talán felső hatásra a taoizmust és a konfucianizmust nem tekinti annak.
Dél-Kína kapcsán élvezetes leírást nyújtott Kubilaj burmai hadjáratáról. A déli tartományok elestét egyébként az utolsó Déli Szung császár hibájának tartja, mivel nem képezte ki népét a harcra, és nem segítette az északi kínaiakat a mongolok elleni küzdelemben. Egyébiránt erről a területről is rendkívül pozitív ítéletet alkotott: Kathajhoz hasonlóan Manjit is hatalmas, talán még szomszédjánál is gazdagabb régióként mutatja be, ahol az egységes nyelv és írás mellett rengeteg dialektus létezik. Részletesen leírta Suzhou (Szucsou) és Hangzhou (Hangcsou) városait, ez utóbbiban a régi császári palotáról is említést tett. Lenyűgözte a Nagy Csatorna, ami Pekingtől egészen Hangcsouig húzódott, és szolgált fontos kereskedelmi és közlekedési útvonalként.
Marco Polo még a hazaúton is sajátos megfigyeléseket tett: megfigyelte például, hogy az Egyenlítő közelében már nem látható a Sarkcsillag, és leírta, hogy miként dolgoztak a Srí Lanka-i gyöngyhalászok. Még olyan távoli vidékekről is hírt adott, mint Japán, Madagaszkár és Szibéria, ahol személyesen sosem fordult meg, csak hallomásból értesült róluk. Hosszas ott tartózkodása ellenére a kínai nyelvet nem sajátította el.

## A nagy út kérdőjelei

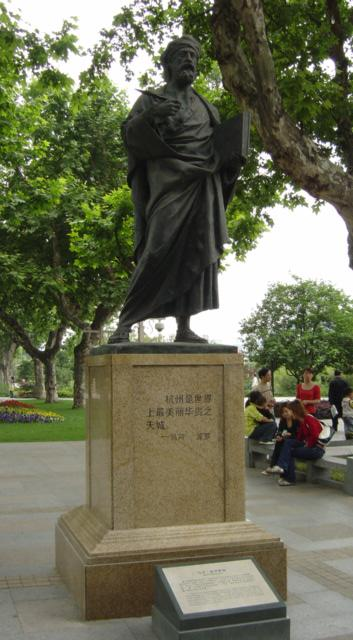
Marco Polo szobra Hangcsouban, közel a Nyugati-tóhoz

Nem csak kortársai olvasták szkeptikusan Marco Polo útleírását. Mind a mai napig vannak olyanok, akik szerint pusztán hazugságokról van szó, hiszen nem említ rengeteg érdekességet: a kínai nagy falról egy szót sem írt, nem tanult meg kínaiul, és a mindennapi élet egyes európaiak számára különlegesnek számító részletéről sem számolt be (például a kalligráfiáról, a teáról, a könyvnyomtatásról, vagy a nők lábfejzsugorításáról). Sőt beszámolója sokban hasonlít a korabeli arab és perzsa utazók műveihez. Az, hogy a könyvében előforduló neveket folyamatosan perzsa írásmódjukkal adja meg, arra enged következtetni, hogy az „úti élményeit” csak egy korabeli perzsa útleírás lapjait olvasgatva szerezte meg, majd arab kereskedőktől hallott történetekkel színesítette ezeket. A Birodalmi Évkönyvek (Jüan Sih) sem tesznek említést a nyugatiakról, pedig a náluk jóval kisebb jelentőségű külföldiek közül is mindenkit feljegyeztek, kiváltképp, hogy állítólag magas állami hivatalt is betöltött Kínában.
Másrészt azonban elmondható, hogy a nem említett adatok zömmel mellékes jellegűek. Japánról is annak kínai nevén – Zipangu – készített feljegyzést (egyébként valószínűleg ez Japán első említése az európai kultúrkörben). Az is igaz, hogy amiről írt, az utóbb nagyrészt bebizonyosodott (kivéve persze azokat az esetleges tódításait, vagy egyéb történeteit, amelyek olyan élményeket dolgoznak fel, amelyek nem estek meg vele személyesen). A helyzetet ráadásul bonyolítja, hogy a mű igen megbízhatatlan módszerrel, kézi másolással terjedt. Ma több mint 150 középkori kézirat áll rendelkezésünkre, melyekből még azt sem sikerült teljes bizonyossággal megállapítani, hogy az eredeti könyv milyen nyelven íródott (a tudósok zöme a latin felé hajlik, azonban a francia nyelv is valószínűsíthető). Sőt, az sem tudható biztosan, hogy Rustichello, a könyv lejegyzője nem szőtte-e bele saját fantáziájának szüleményeit a készülő útleírásba.

## Marco Polo emlékezete
Akár szobatudós volt, akár nagy világutazó, Marco Polo mindenképpen óriási hatást gyakorolt az európai földrajztudományra, irodalomra és történelemre.
A magyarul Marco Polo utazásai címen megjelent műnek a korabeli geográfusok nem szenteltek nagy figyelmet, ám a későbbiekben az ilyen természetű érdeklődők – többek között Tengerész Henrik és Kolumbusz Kristóf – kedvelt olvasmánya lett. A mai topográfia a tudományos földrajzkutatás egyik nagy elődjének tekinti.
A könyv emellett értékes történeti forrás Kína és a Mongol Birodalom történelmére nézve, amely segíthet egyes 13. századi események – Hsziangüang ostroma, a csangcsoui mészárlás – megértésében.
Marco Polo az utókor szemében népszerű és közismert személyiség lett. A horvátországi Korčula szigete például ragaszkodik hozzá – és dokumentumokkal is alátámasztja – hogy a legendás utazó a városban született. Turistalátványosság a feltételezett szülőháza.
1851-ben a Marco Polo nevezetű háromárbócos klipper bizonyult a leggyorsabb hajónak, amikor kevesebb mint hat hónap alatt kerülte meg Földet. Az olasz haditengerészet több járműve is viselte a történelem folyamán a felfedező nevét. A velencei repteret a mai napig Velence Marco Polo repülőtérnek nevezik. Két kereskedelmi műholdat is a Marcopolo névvel ruháztak fel 1989-ben. Egy híres kínai híd (a Lugou híd/Marco Polo híd), melyet a feltételezések szerint ő írt le elsőként, szintén a nevét viseli. Különös jelentősége, hogy itt történt meg az az incidens, ami az 1937-es második kínai–japán háborúhoz vezetett.

## Magyarul
- Középkori ázsiai utazók / Rubruquis: Utam Tatárországban / Marco Polo könyve; ford., jegyz. Brózik Károly; Franklin, Bp., 1881 (Ifjúsági iratok tára)
- A nagy kán birodalmában; ford., bev. Juhász Vilmos; Officina, Bp., 1943 (Officina könyvtár)
- Marco Polo utazásai; ford. Vajda Endre; Hungária, Bp., 1950
- Marco Polo utazásai; ford., bev., jegyz. Vajda Endre; Gondolat, Bp., 1963 (Világjárók. Klasszikus útleírások)
- Marco Polo utazásai; vál., bev., jegyz. Dáné Tibor, ford. Vajda Endre; Kriterion, Bukarest, 1986 (Téka)
- Zsolnai Margit: Marco Polo; Marco Polo megemlékezései alapján átdolg. Zsolnai Margit; ill. Zórád Ernő; Aranyhal, Bp., 2001 (A világirodalom klasszikusai gyerekeknek)
- Marco Polo utazásai; ford., bev., jegyz. Vajda Endre, jegyz. kieg. Birtalan Ágnes et al.; Osiris, Bp., 2003

### Magyar nyelvű irodalom
- Marco Polo utazásai, Osiris Kiadó, 2003, ISBN 9633895162
- Marco Polo kalandos ifjúsága, Zeusz Könyvek Kiadóhivatala, 2002, ISBN 9630096420
- Marco Polo 1. A velencei karaván, Elektra Kiadóház, 2001, ISBN 9639391107
- Marco Polo, National Geographic Könyvek, Geographia Kiadó, 2002, ISBN 9638624272
- Marco Polo, A Világirodalom Klasszikusai Gyerekeknek, Aranyhal Könyvkiadó, 2001, ISBN 9639268526
- Michael Yamashita: Marco Polo; bev. Gianni Guadalupi, ford. Farkas Eszter; Geographia, Bp., 2002
- Dáné Tibor: Az átlépett látóhatár hősei; Appendix, Marosvásárhely, 2005
- Laurence Bergreen: Marco Polo; ford. Valló Gábor; General Press, Bp., 2008 (Különleges könyvek)
- Clint Twist: Marco Polo távoli világok felfedezője, beszámoló 1270 és 1295 közötti útjairól; ford. Balogh Róbert; Egmont, Bp., 2010
- José Morán: Marco Polo az utazó és felfedező; ford. Rusznák György; Napraforgó, Bp., 2013 (Mesés életrajzok)